# Marble (밴드)
marble은 1999년 결성된 일본의 팝 음악 밴드이다.